# Brink
Brink je lahko:
- Andries Jacob Eksteen Brink, general
- George Edwin Brink, general
- Bernhard Egidius Konrad Ten Brink, filolog